# Patriotten van Rusland
Patriotten van Rusland (Russisch: Патрио́ты Росси́и, Patrioty Rossii) was een linksnationalistische partij in Rusland die tussen 2005 en 2021 bestond. Gennadi Semigin, een zakenman ("de rode oligarch"), leidde de partij gedurende haar gehele bestaan.

## Geschiedenis
Gennadi Semigin, een lid van de Staatsdoema voor de Communistische Partij van de Russische Federatie (KPRF), die zich in zijn verdere ambities zag gedwarsboomd door partijgenoten vanwege zijn zakelijke belangen, richtte in 2005 de partij Patriotten van Rusland op. In 2006 maakte Patriotten van Rusland korte tijd deel uit van Rodina. Bij de verkiezingen voor de Staatsdoema in 2007 slaagde de partij er niet in om een zetel te veroveren. In de daaropvolgende jaren werkte Patriotten van Rusland nauw samen met de Partij voor de Wedergeboorte van Rusland en de Partij voor Vrede en Eenheid.
In 2011 trad Patriotten van Rusland toe tot het Al-Russisch Volksfront.
Bij de presidentsverkiezingen van 2018 steunde de partij de kandidatuur van zittend president Poetin.
Op 22 februari 2021 fuseerden Rechtvaardig Rusland, Voor de Waarheid en Patriotten van Rusland tot de partij Rechtvaardig Rusland - Voor de Waarheid.

## Ideologie
De ideologie van de partij vertoonde sterke overeenkomsten met die van het patriottische platform binnen de KPRF rond Gennadi Zjoeganov.